# Miguel Cantacuceno
Miguel Cantacuceno (en idioma griego, Μιχαήλ Καντακουζηνός) fue el primer gobernante de Morea, cargo que desempeñó desde 1308 hasta su muerte en 1316.
En 1308, el emperador bizantino Andrónico II Paleólogo aprobó un decreto, en el cual se derogaba el nombramiento anual de nuevos gobernadores de Morea, como se realizaba hasta entonces, y estipuló que esta posición debía darse a una persona hasta su muerte. Después de que el decreto fuera aprobado, el primer déspota (o gobernador) que el emperador había designado para el recientemente creado Despotado de Morea fue Miguel Cantacuceno. Su venida a Morea fue una bendición para la población local en la pobre provincia, ya que se frenó la práctica de la corrupción de los gobernadores que buscaban un enriquecimiento rápido en sus 12 meses de plazo. Miguel Cantacuceno trajo consigo la estabilización económica de la provincia en su corto despotado de 8 años, ofreciendo a su sucesor, Andrónico Asen, la posibilidad de iniciar una guerra de conquista.
Miguel Cantacuceno murió en 1316. Fue sobrevivido por su hijo Juan, quien se convertiría en emperador del Imperio bizantino en 1347 con el nombre de Juan VI Cantacuceno.